# Parque nacional natural Los Nevados
El Parque Nacional Natural Los Nevados se encuentra ubicado en la Cordillera Central en la región Andina de los Andes colombianos. Su superficie hace parte de los departamentos de Tolima, Caldas, Risaralda y Quindío, estando repartido entre los municipios de Manizales, Villamaría, Santa Rosa de Cabal, Pereira, Salento, Villahermosa, Anzoátegui, Santa Isabel, Murillo, Ibagué y Casabianca.
El parque comprende los pisos térmicos correspondientes a frío, páramo, y gélido, por lo cual sus ecosistemas principales son los bosques andinos, páramos y glaciares. Incluye además las cuencas hidrográficas de algunos ríos, como el río Otún, río Quindío, río Totarito, río Molinos, río Azufrado, río Lagunilla, río Campoalegre y río Gualí, entre otros.
En el parque se encuentran localizados los nevados del Ruiz, Tolima, Santa Isabel,  El Cisne, Quindío y Santa Rosa, siendo los tres primeros Nevados permanentes y los últimos ocasionales, dada la pérdida del hielo glaciar en los mismos y la disminución de nieve por el cambio climático. 
El Parque Nacional Natural Los Nevados fue declarado sujeto de derecho según la Corte Suprema de Justicia conforme a la Sentencia STL10716 de 2020 para su conservación, mantenimiento y recuperación.
La naturaleza geológica del parque, supone que es uno de los mayores complejos volcánicos del país, con 6 estratovolcanes de más de 4.600 metros de altura, así como una numerosa formación de fuentes termales. El origen geológico del parque se debe a la subducción de la placa de Nazca respecto a la placa tectónica del pacífico, por lo que sus volcanes pertenecen al cinturón de fuego del pacífico. 
En el parque se encuentran tres de los seis glaciares que al 2019 se conservan en Colombia, por lo que turísticamente ha ganado relevancia a nivel nacional e internacional. Dada la presencia de los distintos pisos térmicos del parque, es posible observar la transformación del paisaje a medida que se asciende. Por encima de los 3.000 metros sobre el nivel del mar, es posible ver la erosión glaciar, propia de países como Noruega, Suiza o Islandia, por mencionar algunos. Esta erosión es evidente a partir de los recurrentes valles en forma de U, las morrenas y antiguas lenguas glaciares, que forman circos y valles tenues ahora cubiertos por la vegetación del páramo. Esto se debe a que en la última glaciación, en Colombia las nieves perpetuas llegaban a un rango altitudinal entre los 2.800 y 3.100 metros sobre el nivel del mar, evidenciando pues, un proceso erosivo propio de latitudes cercanas a los polos terrestres.
El Parque Nacional Natural Los Nevados tiene más de 50 años de existencia como área protegida. El territorio fue declarado Parque Nacional Natural el 30 de abril de 1974 y su extensión ha crecido desde entonces. Empezó con 38.000 hectáreas protegidas, pero posteriores revisiones cartográficas y de límites aumentaron su área en dos terceras partes. Al día de hoy el parque supera las 60.000 hectáreas de superficie.
Al parque se puede acceder por vehículo desde Manizales y Villamaría, con el objetivo de subir hasta los valles lunares del Ruiz o al Nevado Santa Isabel (sector Conejeras-Potosí) para quienes deseen tener contacto con la nieve. Los demás accesos en Santa Rosa de Cabal y Pereira, son para ascender únicamente al Nevado de Santa Isabel por el sector Florida-Otún. Los accesos en los departamentos de Quindío y Tolima, son para ascender únicamente al Nevado del Tolima por los sectores del Valle de Cocora en Salento y Combeima, respectivamente.
Un estudio realizado por Avellaneda-Torres y Torres-Rojas (2015) reportó más de 1 060 morfotipos microbianos en suelos del Parque, principalmente bacterias fijadoras de nitrógeno y hongos celulolíticos. Estas comunidades juegan un papel clave en la fertilidad natural de los suelos de páramo.
Además de sus ecosistemas naturales, el Parque también contiene zonas de uso tradicional por comunidades locales, como cultivos de papa y pastoreo extensivo. Según un estudio de Patiño & Vargas (2014), en la vereda El Bosque (Quindío), estas prácticas generan conflictos con la conservación, por lo cual se recomienda implementar enfoques agroecológicos participativos.
El parque ha sido cerrado por las autoridades desde el 31 de marzo del 2023 debido a que el volcán Nevado del Ruiz ha incrementado su actividad y se teme una posible erupción.

## Hidrologia
El Parque Nacional Natural Los Nevados es una región de gran importancia hidrográfica, ya que en su territorio nacen numerosas fuentes de agua que abastecen importantes cuencas de Colombia. Sus glaciares, lagunas y sistemas subterráneos contribuyen al caudal de ríos que alimentan las cuencas de los ríos Magdalena y Cauca, vitales para el desarrollo económico y el consumo humano en varias regiones del país.
Fuentes de agua  
El deshielo de los nevados genera los primeros cauces de ríos que desembocan en las cuencas del Magdalena (al oriente) y del Cauca (al occidente). Además, una red fluvial extensa se origina en lagunas de alta montaña, algunas de origen glaciar y otras, como la **Laguna del Otún, posiblemente formadas en antiguos cráteres volcánicos. Otras lagunas funcionan como reservorios alimentados por manantiales o aguas subterráneas, liberando su caudal de manera gradual hacia zonas más bajas.  
Un factor clave en la regulación hídrica es la presencia de material volcánico, que actúa como una "esponja" natural: absorbe el agua durante las lluvias intensas y la libera lentamente en épocas secas. También contribuyen las aguas de escorrentía superficial y las filtraciones subterráneas posteriores a las precipitaciones.  
Cuencas y ríos principales  

Caudal del Río Lagunilla a través de los años, monitoreado por estaciones del IDEAM.

El parque alberga siete cuencas hidrográficas:  
-Cuatro drenan hacia el río Magdalena: Gualí, Lagunilla, Totare y Coello-Combeima.  
-Tres desembocan en el río Cauca: Chinchiná, Otún y La Vieja-Quindío.  
Entre los 21 ríos y quebradas más importantes se encuentran el Chinchiná, Azufrado, Lagunilla, Otún, Quindío, Combeima, Recio y otros como el Río Claro y el Barbo.  
Importancia socioeconómica  
Esta red hídrica abastece de agua a cerca de tres millones de personas en la región cafetera y zonas arroceras y algodoneras del Tolima. Estudios recientes indican que, aunque el parque aporta menos del 10% del agua superficial en cuencas como la del Chinchiná, su contribución subterránea supera el 60%, lo que resalta su papel en el mantenimiento de los acuíferos.  
La conservación de este ecosistema es crucial, no solo por su biodiversidad, sino por su función en la regulación del ciclo hídrico de una de las regiones más productivas de Colombia. 

## Importancia glaciológica e hidrológica
El Parque Nacional Natural Los Nevados alberga tres de los glaciares activos de Colombia: el Nevado del Ruiz, el Nevado del Tolima y el Nevado de Santa Isabel. Estas masas de hielo no solo representan reliquias de la última glaciación andina, sino que también cumplen funciones clave para la regulación hídrica y el equilibrio ecológico del ecosistema de páramo.
Los glaciares del parque son una fuente esencial de agua para cuencas como el río Gualí, Otún, Lagunilla y Recio, que abastecen tanto a ecosistemas naturales como a poblaciones humanas de los departamentos de Caldas, Risaralda, Quindío y Tolima. Durante la época seca, los glaciares funcionan como reservas reguladoras, liberando agua lentamente y mitigando los efectos de la sequía.
Sin embargo, el calentamiento global ha provocado una drástica reducción en la superficie glaciar del parque. Según el IDEAM, entre 1850 y 2020 el parque perdió más del 90 % de su área glaciar original. El Nevado de Santa Isabel, por ejemplo, podría desaparecer en menos de una década si continúan las tendencias actuales.
La pérdida de estos glaciares no solo afectará el paisaje y la biodiversidad, sino que también comprometerá la seguridad hídrica de la región andina. Por ello, su conservación es prioritaria no solo desde el punto de vista natural, sino también social y económico.

## Reconocimiento legal y derechos del parque
En agosto de 2020, la Sala de Casación Laboral del Tribunal Superior del distrito judicial de Ibagué emitió la Sentencia STL‑1716 de 2020, mediante la cual declaró al Parque Nacional Natural Los Nevados como sujeto especial de derechos. Este reconocimiento establece que el parque goza de derechos a la vida, la salud y un ambiente sano, y que debe recibir protección, conservación y restauración como entidad viva.
La sentencia ordenó a diversas entidades – incluyendo parques nacionales naturales, el presidente de la República, los departamentos de Caldas, Quindío, Risaralda, Tolima, y las corporaciones autónomas regionales – elaborar un Plan Conjunto de Recuperación, Manejo, Mantenimiento y Conservación, con plazos y responsabilidades definidas, con el objetivo de mitigar amenazas como la ganadería, la minería, el turismo no regulado y el deshielo glaciar.
La Corte Suprema de Justicia confirmó el fallo en 2023, promoviendo un enfoque judicial de justicia ambiental integral que respalda controles más rigurosos sobre acceso, uso del suelo y muy especialmente la delimitación y saneamiento predial en el área de amortiguamiento, así como un seguimiento institucional constante.

## Zonas de acceso y centros operativos
El Parque Nacional Natural Los Nevados cuenta con varias **zonas de ingreso autorizadas**, cada una con características específicas y puntos de control para regular el acceso de visitantes.

### Puntos de control y sensibilización
Existen puntos de control activos en sectores como Las Perlas, El Palmar, Villa Restrepo, Puerto Perú y Pastales (Tolima), gestionados en conjunto por la Gobernación del Tolima, Cortolima, autoridades locales, funcionarios de Parques Nacionales, la Fuerza Pública y organismos de socorro. Estos sitios ofrecen charlas de inducción, registros obligatorios y orientación ambiental.
Debido a la alerta naranja del volcán Nevado del Ruiz, estas jornadas también verifican la actividad volcánica y restringen el ingreso cuando sea necesario.

### Principales zonas de acceso - Reservas para ingreso del PNN Los Nevados:
"Toda persona nacional o extranjera tiene derecho a visitar el Parque nacional Natural Los Nevados, previo al cumplimiento de los siguientes requisitos:" Entre los requisitos se encuentra la adquisición de un seguro de accidentes y rescate, recibir una charla de inducción y cumplir con los horarios de ingreso establecidos.
- Sector Norte (Brisas – Valle de las Tumbas): permite visitas en vehículo hasta la zona de páramo, con capacidad de carga controlada por cupos reservados día a día.[12] Recorrido desde el centro de inducción hasta el sector del Valle de Tumbas. Horarios de ingreso entre las 8:00 a.m. y las 2:00 p.m.[11]
- Sector Centro (Potosí / Santa Isabel – Laguna del Otún): requiere reserva previa con al menos tres días hábiles.[12] Entre los sitios turísticos disponibles está el Sendero Conejeras - Borde de Glaciar Nevado Santa Isabel, Ascenso a cima o cumbre del Nevado Santa Isabel, Sendero Laguna Verde y Potosí - La Asomadera. El rango de horario del sector centro es desde las 7:00 a.m. hasta las 2:00 p.m.[11]
- Sector Sur (Tolima – Nevado del Tolima): guiado por rutas desde Salento o Murillo, con reserva de cinco días hábiles e ingreso a pie o en grupo acompañados por guías autorizados.[12] Entre los recorridos que contempla dicha zona esta el del Valle de Cocora, Juntas y Anzoátegui (todos se tratan de una travesía), y los horarios de apertura varían desde las 6:00 a.m. hasta las 11:00 a.m.[11]

### Centros operativos y gestión ambiental
En 2023 se inauguró una nueva sede operativa en Manizales, administrada por Parques Nacionales Naturales, que alberga más de 40 guardaparques encargados de la gestión, monitoreo y atención en el eje cafetero.
También existen refugios autorizados, como El Cisne y El Porvenir, que cuentan con servicios básicos (camping, baños, agua potable) y operan mediante concesiones reguladas por Parques Nacionales.

### Cierres temporales por conservación
Con el objetivo de preservar los ecosistemas frágiles del Parque Nacional Natural Los Nevados, particularmente el páramo y el glaciar del Santa Isabel, se implementan cierres temporales anuales conforme a la Resolución 207 de 2023, expedida por Parques Nacionales Naturales de Colombia. Estas medidas permiten la regeneración natural de la vegetación y la mitigación del impacto generado por el turismo.
Cada año se programan hasta cuatro cierres temporales de cinco días hábiles, durante los cuales se restringe el ingreso a la mayoría de sectores del parque. El acceso se mantiene únicamente por el sector Brisas, con supervisión ambiental y límite de visitantes. Por ejemplo, el más reciente cierre se llevó a cabo entre el 21 y el 25 de abril de 2025, afectando senderos como Conejeras, Laguna Verde, La Asomadera y Laguna del Otún, donde se prioriza la restauración ecológica y monitoreo científico.
Estas pausas operativas también permiten adelantar actividades de mantenimiento de infraestructura ecológica, revisión de impactos acumulados y coordinación con comunidades locales para la implementación de prácticas sostenibles. Adicionalmente, se articulan con campañas de educación ambiental y reforestación con especies nativas como frailejones, lupinos y polylepis.

## Expansión de áreas protegidas y servicios ecosistémicos
Desde mayo de 2024, el Ministerio de Ambiente y Desarrollo Sostenible, en conjunto con Parques Nacionales Naturales, anunció la protección de más de 180 000 hectáreas colindantes con el Parque, con el propósito de destinar estas zonas a la conservación y actividades sostenibles. Este plan refuerza el abastecimiento de agua para más de 3 millones de personas en Caldas, Quindío, Risaralda  y Tolima.
La iniciativa está enmarcada en el cumplimiento de la sentencia del Tribunal de Ibagué que reconoce al parque como sujeto de derechos (Sentencia STL‑1716 de 2020). Se prevé que estas 180 000 ha cuenten con al menos un 40 % de área ya protegida, mientras que el 60 % restante será gradualmente reconvertido hacia modalidades sostenibles, incluyendo turismo ecológico, restauración de páramo y proyectos silvopastoriles.
La estrategia incorpora un paquete de medidas técnicas para las comunidades locales, que incluye capacitaciones, apoyo en planificación y el diseño de alternativas productivas compatibles con la conservación. De esta manera se busca que a mediano plazo, la totalidad del polígono se utilice bajo un enfoque sostenible.
Además, para fortalecer la gestión territorial, en mayo de 2025 se constituyó una mesa técnica regional en Pereira, congregando a entidades como CARDER, alcaldías, operadores turísticos y órganos de control, con el fin de articular acciones de gobernanza, adquirir predios estratégicos (p.ej. en Campoalegre) y garantizar la conectividad ecológica del parque.
Estas medidas no solo amplían el área de protección, sino que también mejoran de forma integral los servicios ecosistémicos del parque: regulación hídrica, captura de carbono, provisión de hábitat y promoción de turismo sostenible.«Más de 180 mil hectáreas de actividades sostenibles y de conservación, protegerían el Parque Nacional Natural Los Nevados».

## Deshielo

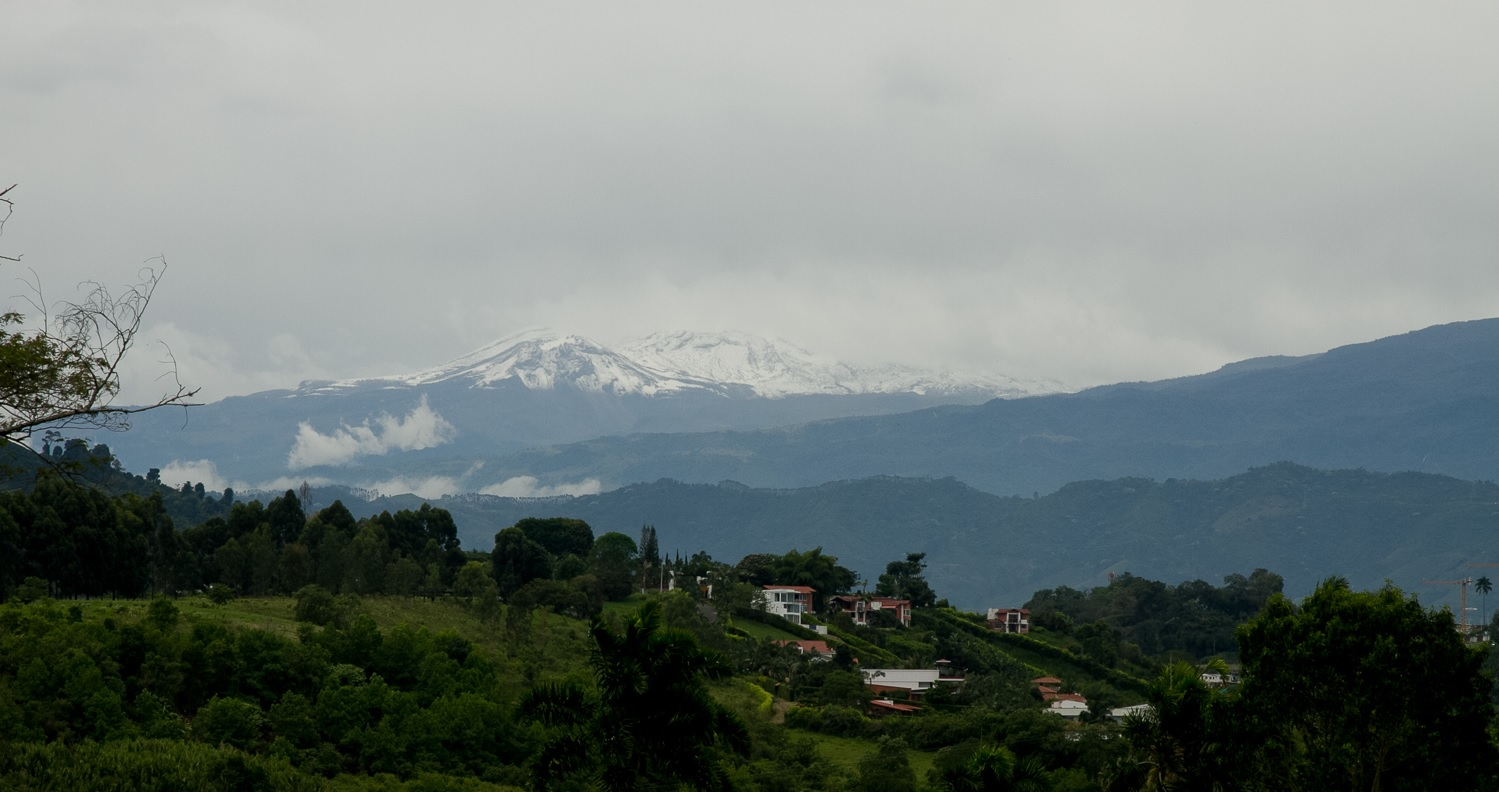
Nevado del Ruiz visto desde la ciudad de Manizales.

En 2002, el IDEAM advirtió sobre el presunto deshielo de los casquetes glaciares de los nevados de este parque nacional. Como prueba de esto, cabe mencionar la desaparición de Las Catedrales de Hielo, que eran unas enormes cavernas en la parte baja del casquete glaciar del Nevado del Ruiz, las cuales existieron hasta antes de 1995 y que solían ser frecuentadas por escaladores.
A finales del siglo XIX, seis glaciares existían en las cumbres de El Ruiz, Santa Isabel, Tolima, El Cisne, Quindío y Santa Rosa, y se encontraban a una altitud de 4500 metros sobre el nivel mar. El fenómeno del deshielo se ha agravado durante la segunda mitad del siglo XX, lo que resultó en la desaparición de los glaciares de El Cisne, Quindío y Santa Rosa a finales de los años 70. 
El fenómeno del deshielo se ha ido agravando durante la segunda mitad del siglo XX. De los anteriores seis glaciares, en la actualidad únicamente se encuentran tres: El Nevado del Ruiz, Santa Isabel y Tolima. Los restantes se derritieron por completo a finales de los años 70. Sin embargo, los glaciares sobrevivientes se enfrentan a un constante proceso de deshielo, siendo crítica la situación en el Nevado del Tolima y el Santa Isabel, cuya extensión no supera los dos kilómetros cuadrados. Se prevé que estos dos glaciares desaparezcan por completo entre 2040 y 2050.
Según el más reciente monitoreo realizado por el IDEAM en 2022, la cobertura glaciar nacional se redujo a 33,09 ±0,63 km², en comparación con los 34,20 ±0,67 km² reportados a inicios de 2021. Esta disminución del 3,2 % anual es superior a la registrada el año anterior (2,8 %) y evidencia que, a pesar del aumento de precipitaciones provocado por el fenómeno de La Niña, la pérdida glaciar continúa. En este contexto, el glaciar del Nevado Santa Isabel, uno de los más representativos del parque, destaca por una alarmante reducción del 17 % en solo un año.
El derretimiento acelerado del glaciar Santa Isabel no es un fenómeno aislado, sino que refleja una tendencia crítica que se ha intensificado desde 2016 debido a fenómenos extremos de El Niño. Esta situación se agravó recientemente con otro episodio de El Niño iniciado en 2023, que llevó a la extinción del sector Conejeras en 2024 y redujo considerablemente los últimos relictos de hielo como El Hongo y Laguna Verde. Aparte del Santa Isabel, otros glaciares que también presentaron importantes pérdidas de área fueron la Sierra Nevada El Cocuy (-0,34 km²), el Nevado del Ruiz (-0,28 km²) y la Sierra Nevada de Santa Marta (-0,27 km²). En cambio, el glaciar del Tolima tuvo la menor reducción absoluta (-0,02 km²).
En cuanto al volumen de hielo, un estudio de 2022 estima que Colombia cuenta con un total de 1,68 ±0,24 km³ de hielo glaciar. La Sierra Nevada El Cocuy representa la mayor reserva hídrica con 64 x 10⁷ m³, seguida por el Nevado del Ruiz (45 x 10⁷ m³) y el Nevado del Huila (28 x 10⁷ m³). El Nevado Santa Isabel, pese a su grave reducción, aún conserva 3 x 10⁷ m³, lo que lo convierte en una fuente vital pero vulnerable de agua para la región. Estas cifras, obtenidas mediante análisis multitemporal de imágenes satelitales y modelos matemáticos, permiten dimensionar la gravedad del retroceso glaciar en Colombia y la necesidad urgente de acciones de conservación, especialmente en zonas protegidas como el Parque Nacional Natural Los Nevados.

## Flora y fauna

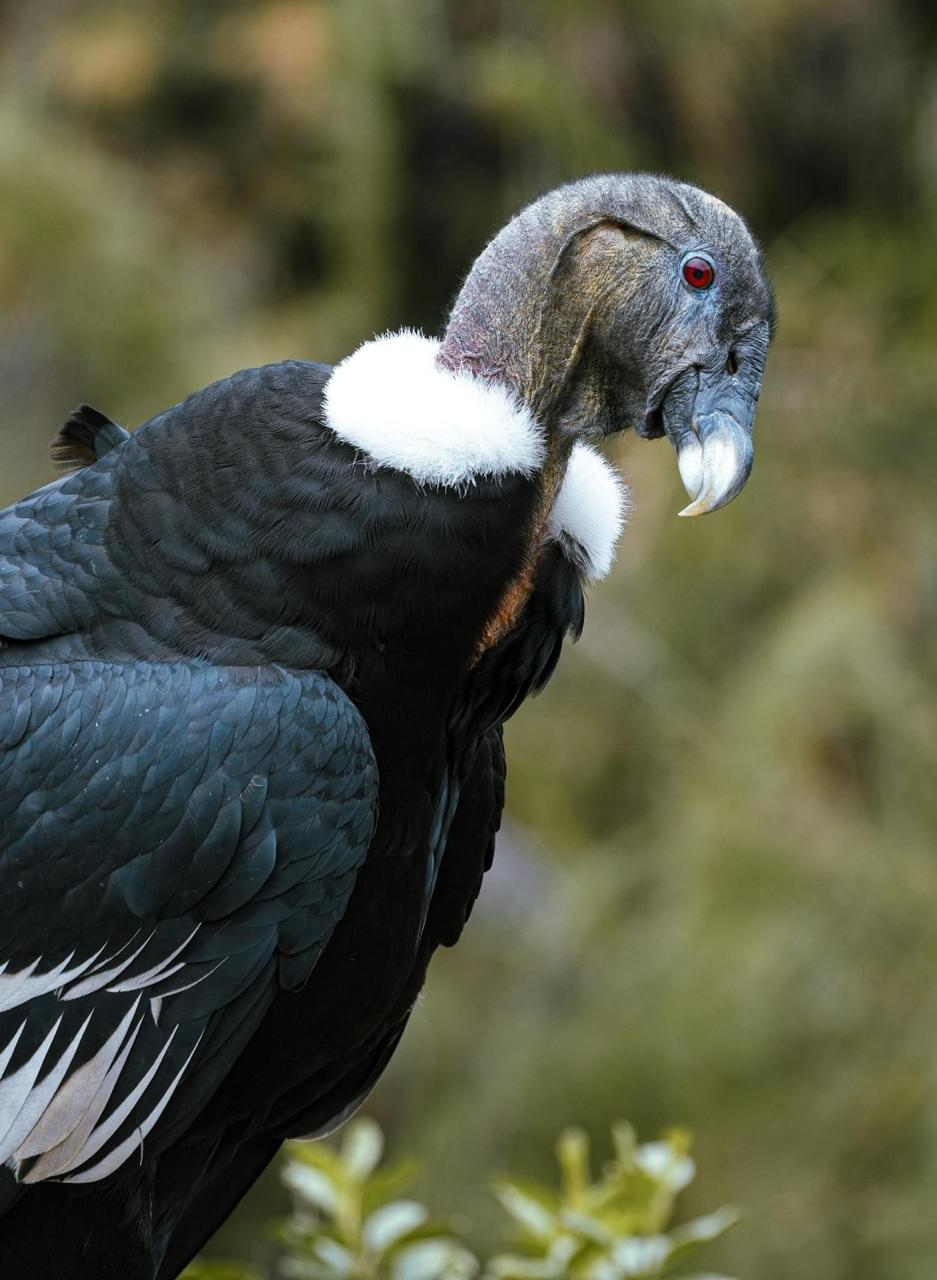
Cóndor de los Andes

Especies de aves como el colibrí, tucanes andinos, el gavilán, el cóndor de los Andes; mamíferos como el chivo, cusumbos, osos de anteojos, pumas y armadillos. La vegetación es paramuna, encontramos una interesante gama de frailejones, musgos, líquenes, algas de colores en las diversas lagunas, girasoles, y algunas orquídeas que se adaptan a grandes alturas y adornan los horizontes de los nevados que conforman la flora del "superpáramo", páramo y bosque alto andino. Los suelos de este majestuoso parque nacional natural son bastante rocosos, y es muy común encontrar abundantes depósitos de piedra pómez. 

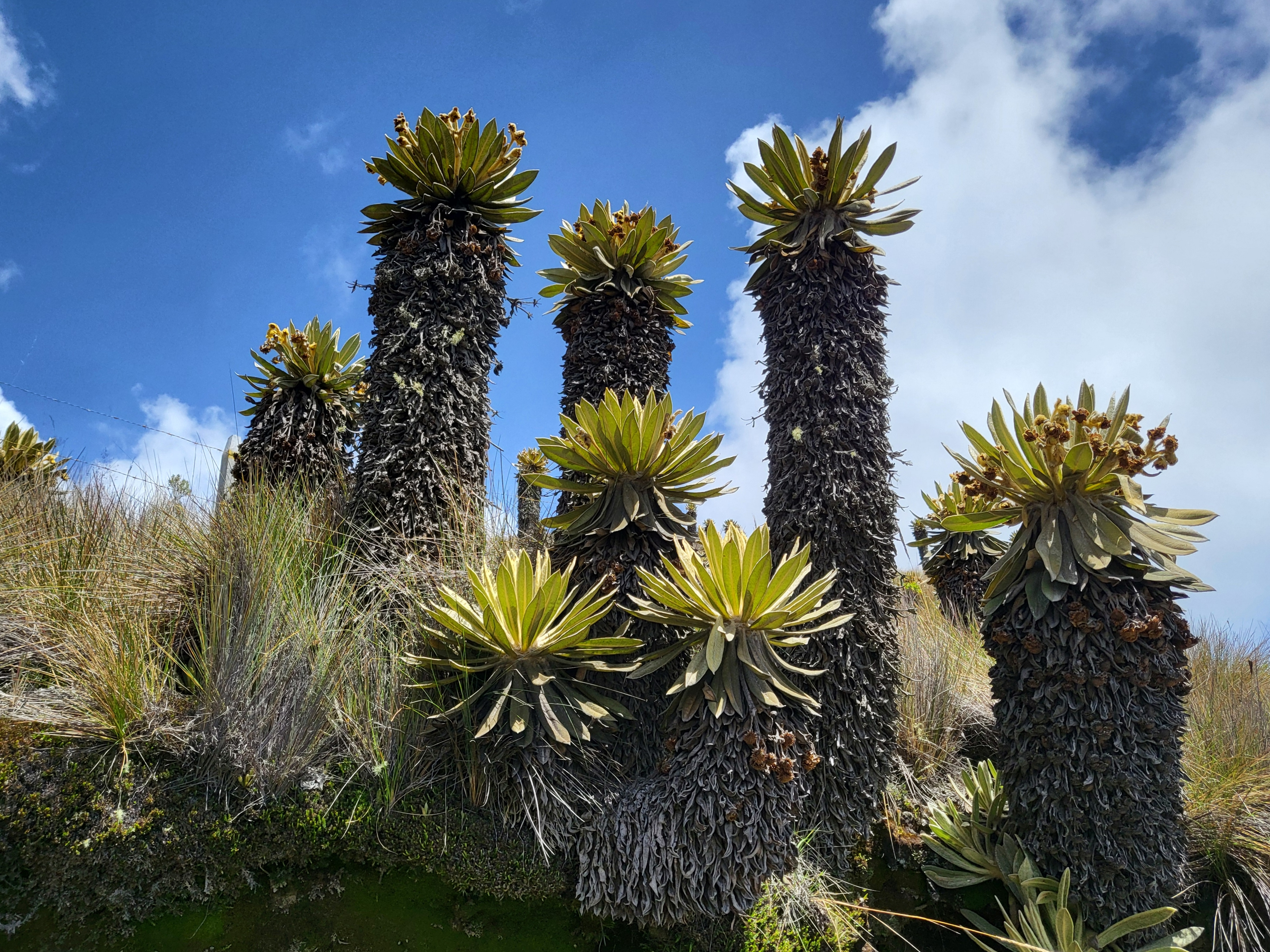
Frailejones

El Parque Nacional Natural Los Nevados alberga una notable diversidad de flora, adaptada a los ecosistemas de páramo, superpáramo y bosques altoandinos que predominan en su territorio. En las zonas de páramo, una de las especies más representativas es el frailejón (Espeletia hartwegiana), planta emblemática que desempeña un papel clave en la regulación hídrica al capturar humedad del ambiente. También se encuentra el cacho de venado (Loricaria colombiana), una especie endémica del superpáramo que destaca por su forma particular y resistencia al clima extremo.
Un estudio reciente evaluó el comportamiento poblacional de *Espeletia hartwegiana*, un frailejón endémico de alta montaña. Se analizaron más de 900 individuos en tres pisos altitudinales, revelando que factores como ganadería, cercanía a carreteras y erosión afectan su distribución.
En los bosques altoandinos, entre los 2.300 y 2.800 metros sobre el nivel del mar, crece la palma de cera (Ceroxylon quindiuense), árbol nacional de Colombia y hábitat del amenazado loro orejiamarillo (Ognorhynchus icterotis). Otras especies características de esta zona incluyen el romero de páramo (Diplostephium sp.), el siete cueros (Polylepis sericea), así como el encenillo, el romerón, el pino colombiano, y arbustos como los campanos, velillos (Hypericum sp.), calabazos y guayabos silvestres.
Un trabajo académico evaluó 242 especies de plantas del páramo, concluyendo que solo el 12 % han sido categorizadas por la IUCN, y varias se encuentran en estado vulnerable o en peligro, como Baccharis tricuneatay Pentacalia vaccinioides.
El parque alberga tres de las seis masas glaciares del país: Nevado del Ruiz, Santa Isabel y Tolima.
Desde 2016 hasta 2018, el glaciar Santa Isabel perdió más del 30 % de su área, y el Ruiz ha reducido un 80 % desde finales del siglo XIX, pasando de ~50 km² a ~8 km² Reddit+12ELESPECTADOR.COM+12ELESPECTADOR.COM+12.
El IDEAM advierte que algunos nevados se extinguirán entre 10 y 15 años, mientras que otros podrían sobrevivir hasta 40–50 años, en función de su altitud y masa actual 
La fauna del Parque Nacional Natural Los Nevados es igualmente diversa y se encuentra adaptada a las condiciones extremas de altitud y temperatura. Entre las aves más destacadas se encuentra el periquito de los nevados (Bolborhynchus ferrugineifrons), especie endémica de la región andina. También habita el imponente cóndor de los Andes (Vultur gryphus), una de las aves voladoras más grandes del mundo. La cotorra coroniazul (Hapalopsittaca fuertesi) también está presente en el Parque Nacional Natural Los Nevados, donde habita en altitudes propias del piso térmico frío, entre los 2.600 y 3.800 m. Es común observarla en parejas o en grupos reducidos que no superan los diez individuos. En los páramos se pueden observar especies especializadas como el colibrí de páramo (Oxypogon guerinii), el pato andino (Oxyura jamaicensis), el perico paramuno (Leptosittaca branickii) y el terlaque andino (Andigena hypoglauca). Por otro lado, entre los anfibios se encuentran 6 especies pertenecientes a un solo género (Pristimantis), familia (Craugastoridae) y un solo orden (Anura).
El parque alberga una alta concentración de especies endémicas, como el periquito de los nevados (Bolborhynchus ferrugineifrons), el ratón Akodon tolimae y el sapo arlequín (Atelopus carauta), considerados bioindicadores de ecosistemas sanos.
Entre los mamíferos que habitan el parque destacan especies emblemáticas como la danta de páramo (Tapirus pinchaque), en peligro de extinción, y el oso andino o oso de anteojos (Tremarctos ornatus), el único oso nativo de Sudamérica. También se encuentran presentes el tigrillo (Leopardus tigrinus) y el puma (Puma concolor), así como otras especies más pequeñas como el venado conejo (Pudu mephistophiles), el venado colorado (Mazama rufina), la comadreja, y la ardilla enana. Además, se ha registrado la presencia de al menos 20 especies de murciélagos, que cumplen funciones ecológicas clave como la dispersión de semillas, polinización y control de insectos.
Desde 2017, el Parque ha implementado proyectos de restauración ecológica activa y pasiva en zonas de páramo, como la laguna El Mosquito. Estos incluyen aislamiento con cercas y siembra de especies nativas como frailejones, lupinos y polylepis.

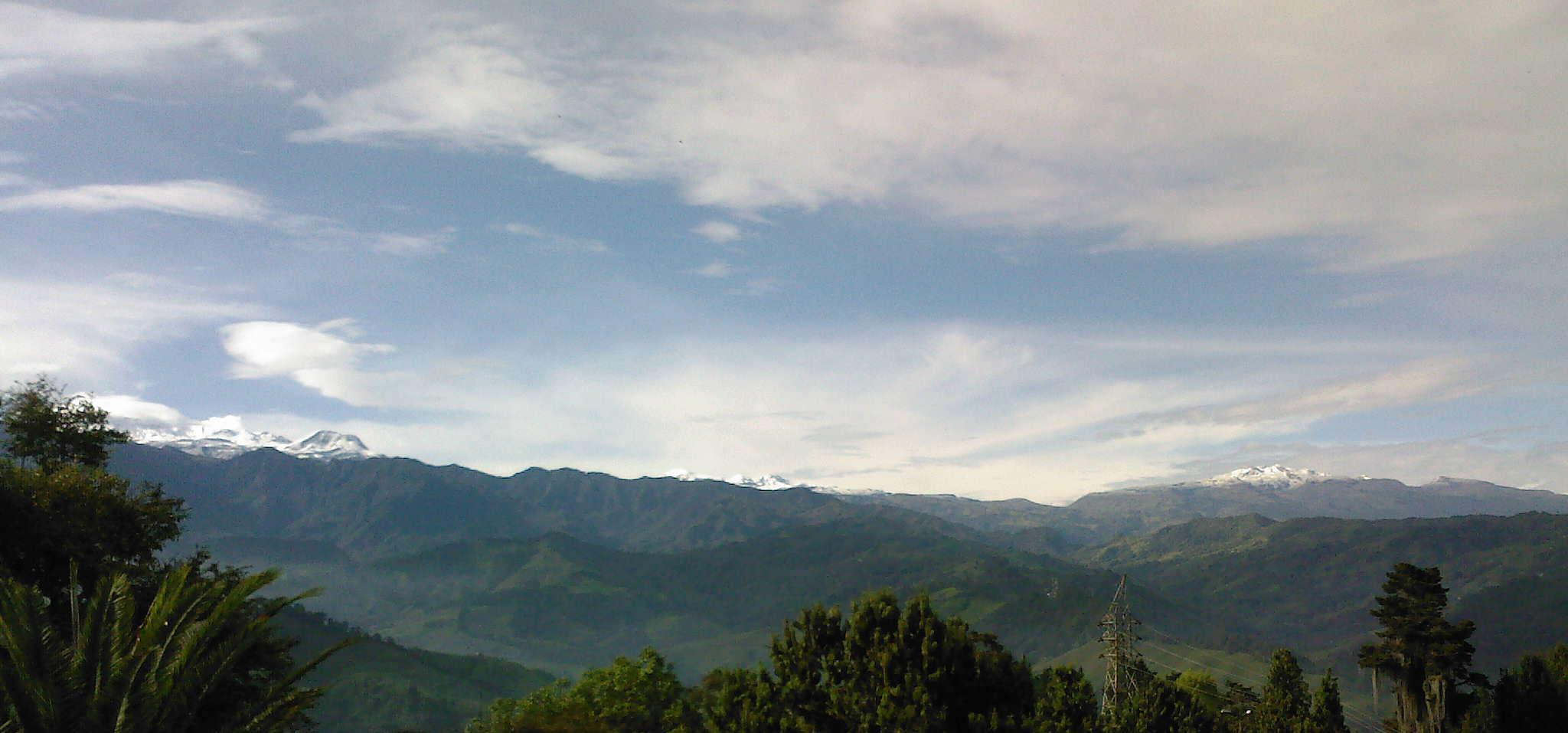
Los Nevados.
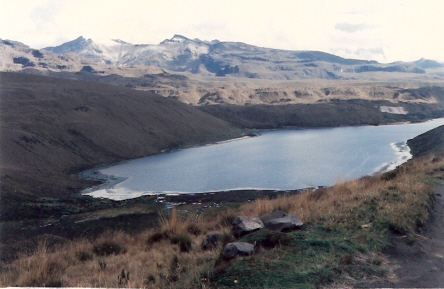
Laguna del Otún.
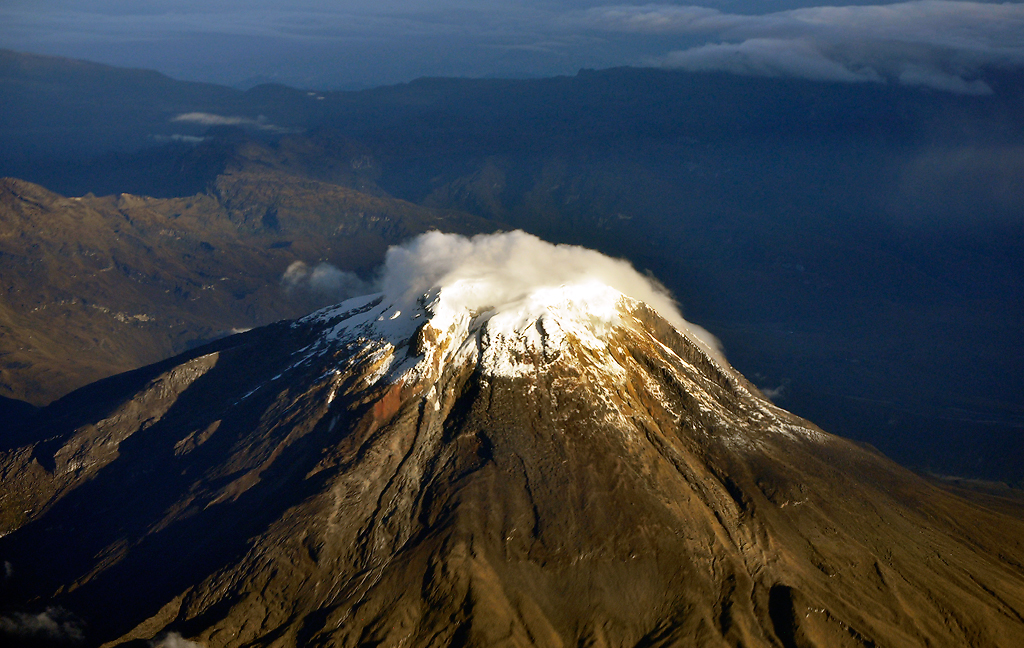
Cumbre del nevado del Tolima en 2018.
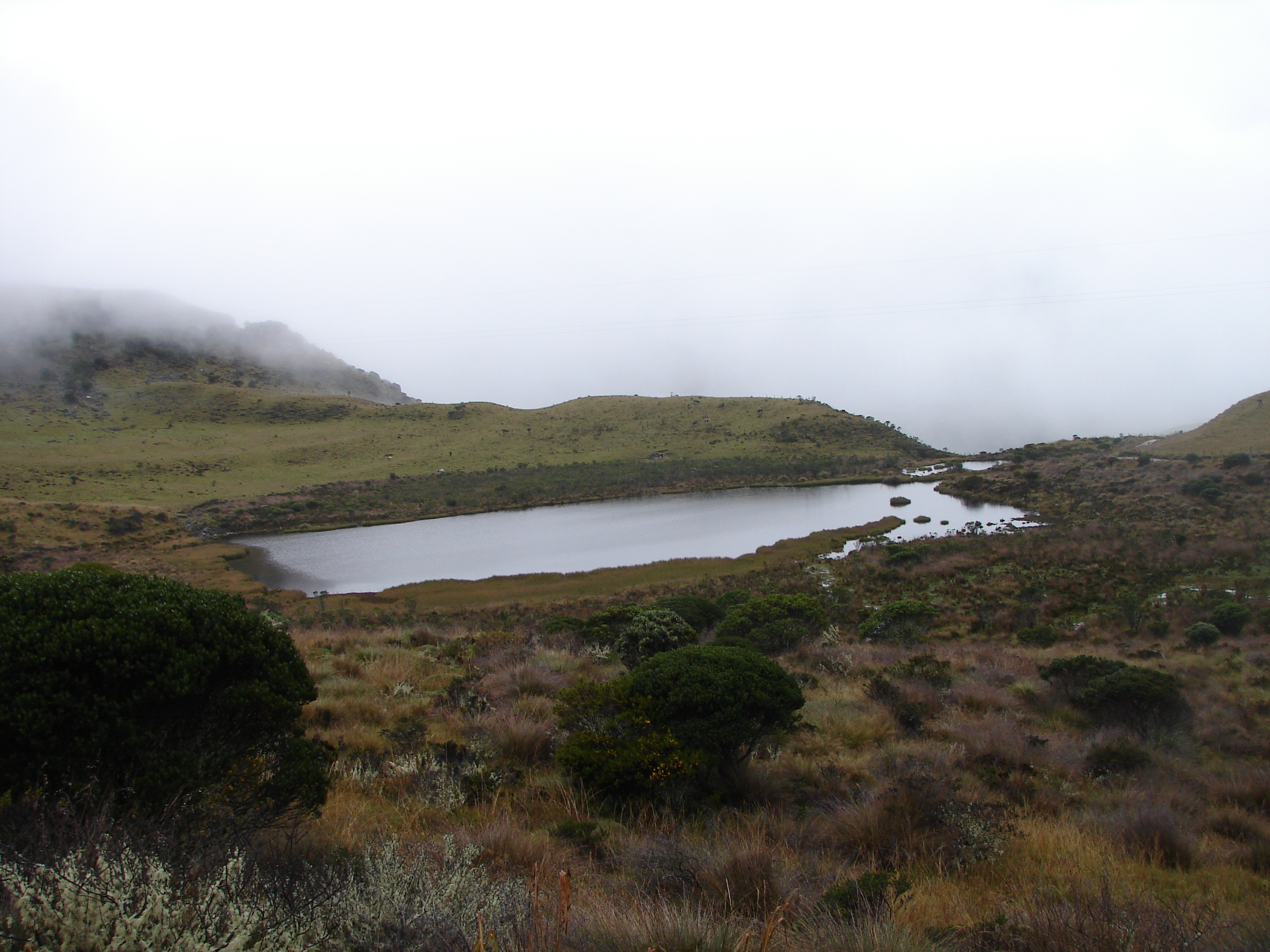
Laguna negra.
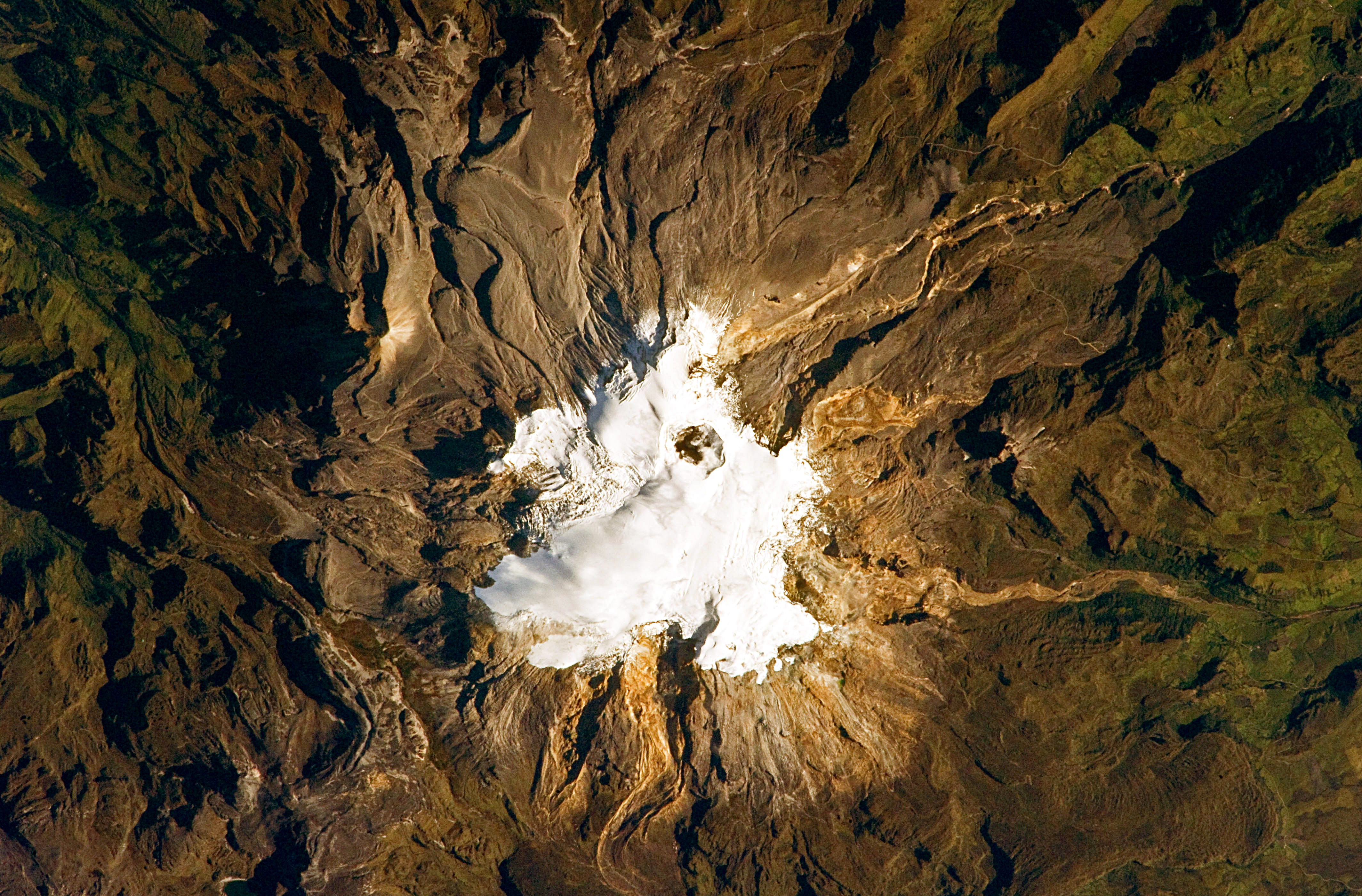
Nevado del Ruiz

### Laguna del Otún — Sitio Ramsar
El Complejo de Humedales de la Laguna del Otún, ubicado en jurisdicción compartida entre Risaralda, Caldas y Tolima dentro del Parque Nacional Natural Los Nevados, fue declarado Sitio Ramsar de importancia internacional (n.º 1781) el 25 de junio de 2008. Este complejo incluye la laguna principal, pantanos y turberas interconectadas, extendiéndose inicialmente en una superficie de 6 579 ha, ampliada posteriormente a 115 883 ha para incorporar las cuencas de microhumedales y turbales del sector.

#### Biodiversidad
- Alberga al menos 52 especies de aves, entre las que destacan el pato zambullidor grande (Oxyura jamaicensis andina) y el macá plateado puneño (Podiceps occipitalis juninensis), consideradas vulnerables.[28]
- También se registran especies emblemáticas de páramo como el cóndor andino (Vultur gryphus), el loro coroniazul y el loro orejiamarillo[30].La flora se compone de vegetación típica de páramo: frailejones (Espeletia hartwegiana), quenua (Polylepis sericea) y coníferas como Podocarpus oleifolius.[28]

## Vida microbiana en los glaciares
Investigaciones del IDEAM junto con universidades de Japón, Austria y República Checa han confirmado vida microbiana —incluyendo algas fotótrofas adaptadas al frío— en glaciares como Santa Isabel y El Cocuy LOS40+14ideam.gov.co+14Universidad de la Sabana+14. Este descubrimiento es notable porque, además de demostrar biodiversidad en altitudes extremas, destaca el papel de los glaciares como hábitats únicos, hoy amenazados por el derretimiento.

## Turismo sostenible y accesibilidad
En los últimos años, las autoridades regionales y nacionales han impulsado un enfoque de turismo sostenible en el Parque Nacional Natural Los Nevados, orientado a equilibrar la conservación con el disfrute responsable del entorno natural.
Para la reapertura del Parque Nacional Natural Los Nevados, dicha entidad gubernamental ha realizado una serie de instructivos con la información indispensable que todo visitante debe conocer al momento de asistir a estas áreas protegidas, entre los que se incluyen los horarios de visita (que varían dependiendo del sector), reglamento (que entre muchas cosas prohíbe el ingreso de plásticos de un solo uso, el ingreso de mascotas, el uso de animales de carga y la realización de fogatas), el equipo básico (Gafas de protección ultravioleta, bolsas para la basura, bloqueador solar, alimentos ligeros, entre otros) e instrucciones para deportistas.  
La Gobernación de Caldas, en colaboración con la Alcaldía de Villamaría, ha organizado jornadas de sensibilización sobre buenas prácticas turísticas. Estas incluyeron formación de guías locales, diseño de rutas ecoturísticas y campañas de educación ambiental para comunidades y visitantes.
Asimismo, la Gobernación del Tolima, junto con Cortolima y Fontur, estableció un convenio para el ordenamiento y planificación sostenible del turismo de naturaleza en municipios con incidencia en el parque, como Ibagué, Murillo y Salento.
En el marco de las estrategias de ordenamiento del turismo de naturaleza en el Parque Nacional Natural Los Nevados, las autoridades del Tolima han planteado la implementación de un peaje ambiental para financiar labores de conservación, así como un sistema de pico y placa ambiental para regular el flujo vehicular en áreas sensibles. Estas medidas contemplan además zonas de parada obligatoria donde se realizarán jornadas de educación ambiental, orientadas a sensibilizar a los visitantes sobre la fragilidad del ecosistema de páramo y la necesidad de minimizar su huella ecológica.
A nivel institucional, el programa nacional de Ecoturismo Comunitario de Parques Nacionales Naturales promueve la participación de comunidades locales como operadores de servicios ecoturísticos, regula concesiones, realiza control de impactos y apoya la educación ambiental.
Por último, se han implementado controles de ingreso y seguridad en zonas de alta montaña, como Brisas, La Cueva y el Nevado del Tolima, a través del apoyo coordinado entre guardaparques, ejército, policía y defensa civil.

## Prohibiciones
El Parque Nacional Natural Los Nevados contempla una serie de conductas que de llevarse a cabo implican las sanciones establecidas en la Ley 1333 de 2009, entre las que encontramos:
1. Camping dentro del área protegida (a excepción de cuando se habilitan temporalmente los puntos termales Cañón, Arenales y Calvito).
2. El ingreso de mulas hacia los campamentos de Arenales y Calvito. La aproximación e ingreso a estos campamentos solo puede realizarse a pie.
3. La cacería esta prohibida, solo puede realizarse con fines científicos y con su respectiva autorización ambiental.
4. Hacer fogatas.
5. Ingresar vehículos al área protegida.
6. Verter residuos sólidos dentro del área protegida.
7. El uso de aerosoles o agentes contaminantes.
8. El ingreso de animales domésticos o mascotas y material vegetal.
9. Producir ruidos o utilizar equipos que puedan perturbar el ambiente natural.
10. Introducir transitoria o permanentemente animales, semillas, flores, propágulos de cualquier especie.
11. Realizar excavaciones.
12. Extraer material del suelo, vegetal o animal.
13. Causar daño a las instalaciones.
14. Tomar rutas alternas a las establecidas por el área protegida.
15. Participar en actividades relacionadas con el turismo sexual.
16. El ingreso de turistas bajo la influencia de sustancias psicoactivas.
17. Realizar caminatas turísticas por cuenta propia sin la compañía de un intérprete local.
18. Realizar actividades de pesca
19. Realizar videos o fotografías con fines comerciales.
20. El ingreso de niños menores de 6 años y adultos mayores de 70 años, mujeres embarazadas y personas con problemas pulmonares o cardiovasculares.
21. La realización de cabalgatas.

## Problemáticas ambientales actuales
El Parque enfrenta múltiples presiones y amenazas que ponen en riesgo sus ecosistemas frágiles, especialmente el páramo y los glaciares.
- Turismo no regulado: cada fin de semana se reportan vertimientos de basura (pañales, plásticos) y un incremento de visitantes que practican acciones nocivas, como pisar frailejones y arrojar objetos en nacimientos de agua.[37][38][36] El ecoturismo, aunque es una estrategia de conservación, también genera problemas ambientales en áreas específicas como el sendero Conejeras, donde la capacidad de carga y las condiciones de humedad se ven alteradas. Además, la presión turística en el área de amortiguamiento del parque puede afectar los recursos hídricos y la conservación del ecosistema si no se maneja adecuadamente.[39]

- Impacto sobre la cubierta vegetal y suelos: el ecoturismo ha causado compactación de suelos, ampliación de senderos, pérdida de cobertura vegetal y contaminación del agua y aire debido a fogatas, residuos y emisiones de vehículos.[40][41]

- Infraestructura vial controvertida: la carretera Murillo–Manizales incrementó el flujo vehicular, generando congestión, erosión de zona de páramo y presión por estacionamiento ilegal dentro del área protegida.[40][37]

- Ganadería y agricultura en zonas de amortiguamiento: estas actividades han sido identificadas por la Corte como amenazas, junto con incendios, tala, especies invasoras y minería ilegal, y deben ser controlados conforme al fallo que reconoce al parque como sujeto de derechos.[42]

- Retroceso glaciar por cambio climático: los glaciares del Ruiz, Santa Isabel y Tolima han perdido cerca del 90 % de su masa desde 1850. La desaparición del glaciar de Santa Isabel antes de 2030 representaría una disminución crítica en el suministro hídrico del páramo.[43]

Estas problemáticas han desencadenado sanciones administrativas y campañas de sensibilización por parte de Parques Nacionales, autoridades ambientales, policía ambiental y concesionarios viales, aunque la magnitud del daño sugiere la necesidad de implementar controles más rigurosos y cumplir plenamente el fallo de tutela.
Algunas situaciones observadas incluyen el desgaste de senderos, la presencia ocasional de residuos sólidos y la necesidad de fortalecer la educación ambiental durante las visitas. Para mitigar estos efectos, Parques Nacionales y entidades regionales han puesto en marcha estrategias de control de acceso, campañas de sensibilización, y programas de turismo sostenible en colaboración con comunidades locales.
Asimismo, en las zonas de influencia del parque se han identificado usos del suelo que pueden representar retos para la conectividad ecológica, como la ganadería y la apertura de caminos rurales. En respuesta, se han promovido procesos de reconversión hacia prácticas productivas sostenibles, en el marco de iniciativas de restauración ambiental y acuerdos comunitarios.
El parque también es objeto de observación científica continua debido al retroceso de sus glaciares, fenómeno asociado al cambio climático. El monitoreo liderado por el IDEAM y otras entidades permite analizar tendencias y proyectar medidas de adaptación a largo plazo.

### Retroceso glacial en el contexto nacional
En el período 2010–2022 la cobertura glaciar cayó de 47 km² a 33 km², lo cual representa una reducción del 30 % en solo doce años, con una tasa anual de pérdida entre 3 % y 5 %, y en algunos años, alcanzando hasta 7,8 % anual. Entre 2021 y 2022, se estima una disminución de 1,11 km², equivalente a 156 canchas de fútbol.

## Deportes sobre hielo
A mediados de los 50 en el Nevado del Ruiz los deportes sobre hielo daban de que hablar en la zona, anteriormente se realizaban campeonatos de esquí, en el recorrido del parque se pueden apreciar algunos registros fotográficos de lo que fue el primer campeonato de esquí, donde tuvieron participación más de 40 deportistas entre nacionales e internacionales.

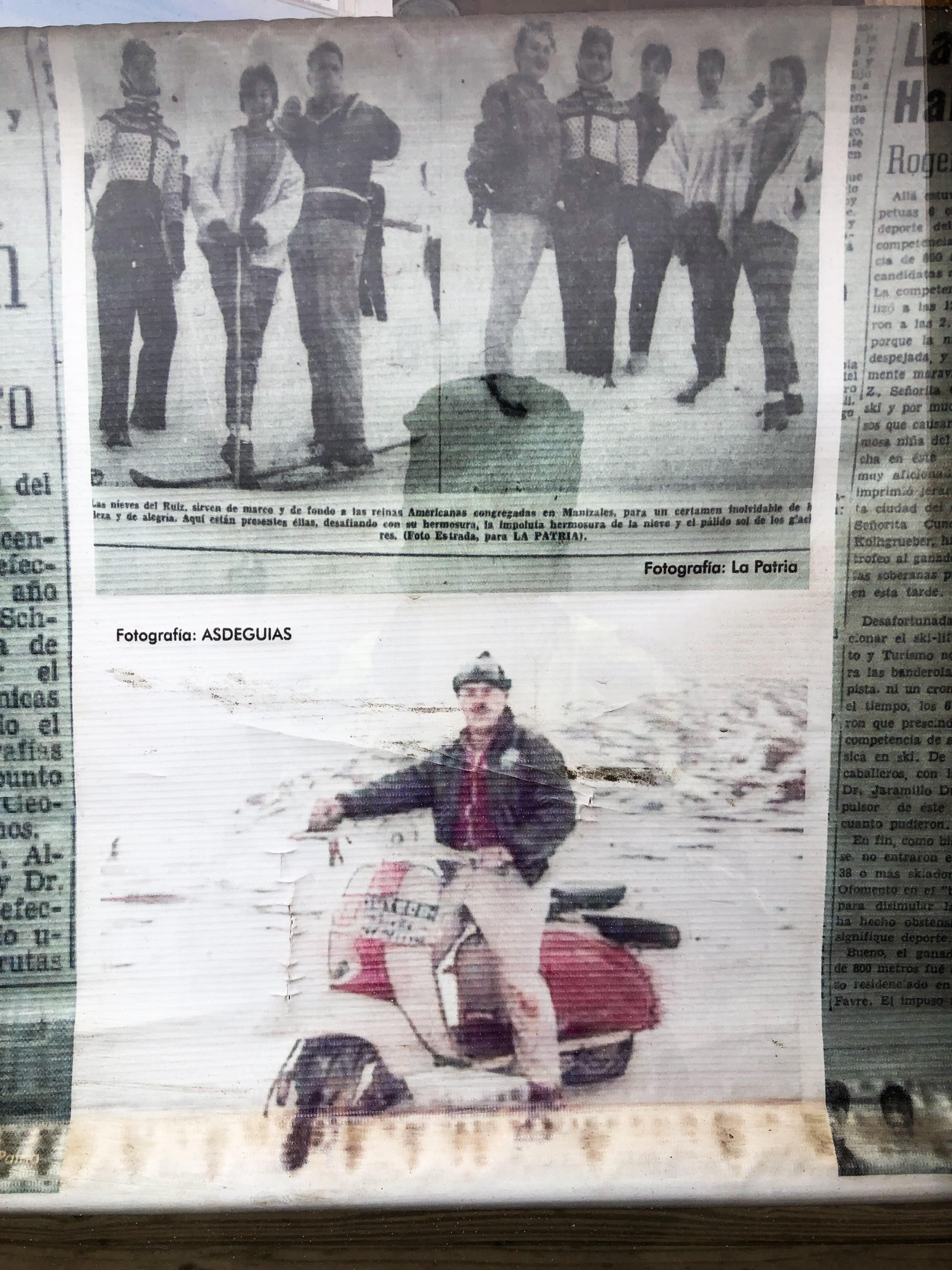
Foto tomada en el parque de los nevados a los anexos históricos publicados en el lugar. Tomada de Motosyaventuras

Durante la década de 1950, las nieves perpetuas del Nevado del Ruiz sirvieron como escenario para la práctica del esquí, convirtiendo a este parque en una pista de esquí natural. En 1955, se realizó un campeonato que atrajo a decenas de deportistas nacionales e internacionales, consolidando al Nevado del Ruiz como un referente para los deportes de nieve en el país. Este evento marcó un capítulo único en la historia de la región, cuando la majestuosidad de los glaciares no solo ofrecía paisajes imponentes, sino también un terreno perfecto para estas actividades.
Sin embargo, a medida que avanzaba la década de 1960, la disminución de las nieves perpetuas, atribuida al cambio climático, y la necesidad de proteger este ecosistema frágil llevaron al declive de estas prácticas deportivas.

## Adaptación al cambio climático
El Parque Nacional Natural Los Nevados es un caso emblemático de gestión frente al cambio climático, enmarcado en el Plan Nacional de Adaptación al Cambio Climático (PNACC), adoptado en 2012 y actualizado en 2016, con líneas estratégicas para conservar la biodiversidad, los recursos hídricos y la infraestructura en zonas de altura.

### Monitoreo hidroclimático
Varias cuencas, incluyendo los ríos Claro y Otún, son objeto de estudios hidroclimáticos que evalúan:
- Cambios en la cobertura glaciar.
- Almacenamiento hídrico en turberas y lagunas.
- Caudales y respuestas vegetales al cambio climático.

### Zonificación y manejo adaptativo
La Dirección Territorial Andes Occidentales (DTAO) de Parques Nacionales implementa:
- Capacidad de carga diaria.
- Cupos para ingresar a zonas de alta montaña.
- Suspensiones temporales por riesgos ambientales o seguridad.

### Gobernanza regional
El PNN forma parte del SIRAP Eje Cafetero, en coordinación con SIDAP departamentales (Caldas, Risaralda, Quindío, Tolima) y SIMAP municipales, promoviendo conectividad ecológica, vigilancia conjunta e intercambio técnico.